# Переводы Библии на монгольский язык
Перево́ды Би́блии на монго́льский язы́к — переводы библейских текстов на монгольский язык, осуществленные на разных этапах истории Монголии.
Первая попытка перевода Библии на монгольский язык была предпринята Джованни Монтекорвино в XIII веке. Далее в XVIII веке на монгольский (калмыцкий) Библию переводили волжские немцы из Сарепты. Следующий шаг в переводе Библии на монгольский сделало Российское библейское общество.
Большую роль в популяризации Библии на монгольском сыграла работа Эдуарда Сталлибрасса и Уильяма Свона, оба из Лондонского миссионерского общества, которые перевели Новый Завет на литературный монгольский язык. Их перевод был напечатан в 1880 году монгольским шрифтом в Санкт-Петербурге. Он был перепечатан в 1881 году маньчжурским шрифтом.
Джозеф Эдкинс и Самуил Шерешевский вместе с монгольским ламой переработали перевод Евангелия от Матфея Свона и Сталлибрасса на разговорный халхасский монгольский. Он был опубликован в 1894 году.
В 1899 году Британское и иностранное библейское общество согласилось произвести переработанное Дэвидом Штенбергом (из Скандинавской миссии) и Нецегаардом (из Урги) Евангелие, основанное на переводе Свона и Сталлибрасса, который он нашёл слишком высоким. Штенбергу удалось переработать на современный ургинский монгольский по крайней мере Евангелие от Матфея; он работал над переработкой всех четырёх Евангелий, однако, его работа была прервана, когда он был убит во время Боксёрского восстания.
Новый Завет Свона и Сталлибрасса был переработан Стюартом Гунзелем вместе с четырьмя монголами, и книга тиражом 8000 экземпляров была напечатана в 1953 году Гонконгским библейским обществом. В 1988 году Гонконгским библейским обществом этот вариант был переиздан.
В 1994 году «Ливинг Стрим Министри» переиздало его, используя кириллический шрифт вместо классического монгольского. Джон Гиббенс с помощью своей жены Алтанчимэг перевёл «Новый Завет» на монгольский, их версия была опубликована 11 августа 1990 года Объединёнными библейскими обществами в Гонконге. «Комитет монгольских библейских переводов» (монг. Монгол Библи Орчуулгын Хороо) начал переводить Библию в 1991 году. Перевод Нового Завета был закончен в 1996 году, а перевод всей Библии — в 2000. «Комитет переводов» стал «Обществом Священных Писаний» (монг. Ариун Бичээс Библийн Нийгэмлэг) и переработал Библию в 2004 и 2008 годах.
Гиббенсы с «Библейским обществом Монголии» (Гиббенсы сохранили регистрацию в этой организации, когда они откололись от Объединённых библейских обществ) работают над альтернативным переводом Библии, который использует описательную терминологию вместо монгольских терминов, которые несут на себе неизгладимый отпечаток буддизма (например, они используют слова «Ертөнцийн Эзэн» (Хозяин мира) вместо «Бурхан»). Имена собственные тоже часто пишутся совершенно по-другому (например, «Комитет переводов» использует Иохан и Марк, и Гиббенсы используют Иоган и Маарх). Missionswerk Unerreichte Völker e.V. (M.U.V.) провёл 14 лет переводя Новый Завет на классический литературный внутреннемонгольский диалект, он был напечатан классическим монгольским шрифтом в 2003 году и также был выложен в интернет . В 2011 году Общество Священных Писаний Библии (монг. Ариун Бичээс Библийн Нийгэмлэг) издало переработанную версию Нового Завета.

## Особенности перевода
Бог передается как Бурхан, Иисус Христос — как Есүс Христ, Царство Небесное — как Тэнгэрийн хаанчлал,